# Tellina guildingii
Tellina guildingii är en musselart som beskrevs av Sylvanus Charles Thorp Hanley 1844. Tellina guildingii ingår i släktet Tellina och familjen Tellinidae. Inga underarter finns listade i Catalogue of Life.